# Periballia laevis
Periballia laevis är en gräsart som först beskrevs av Felix de Silva Avellar Brotero, och fick sitt nu gällande namn av Paul Friedrich August Ascherson och Karl Otto Robert Peter Paul Graebner. Periballia laevis ingår i släktet Periballia och familjen gräs. Inga underarter finns listade i Catalogue of Life.